# Acronicta connecta
Acronicta connecta (tên tiếng Anh: Connected Dagger Moth) là một loài bướm đêm thuộc họ Noctuidae. Nó được tìm thấy ở vùng Ngũ Đại Hồ tới miền trung New England, phía nam đến Florida, phía tây đến Texas và Utah.
Sải cánh dài 30–40 mm. Con trưởng thành bay từ tháng 5 đến tháng 8 tùy theo địa điểm.
Ấu trùng ăn lá các loài Salix.

## Phụ loài
- Acronicta connecta connecta
- Acronicta connecta albina